# Skálmarnesmúlafjall
Skálmarnesmúlafjall är ett berg i republiken Island. Det ligger i regionen Västfjordarna, 160 km norr om huvudstaden Reykjavík. Toppen på Skálmarnesmúlafjall är 240 meter över havet.
Det finns inga samhällen i närheten.